# Mezquita Kankou Moussa de Gao
La mezquita Kankou Moussa fue una mezquita construida en 1324 por el arquitecto andaluz Abou Ishaq es-Sahéli, desaparecida. La mezquita Djingareyber de Tombuctú, construida en el mismo período, fue una orden del emperador de Mali Mansa Moussa tras su regreso de la peregrinación a La Meca. 
Esta mezquita, junto con la de Tombuctú, marcó para muchos las bases de la arquitectura sudanesa. 
A diferencia de la de Tombuctú, la mezquita Kankou Moussa ha desaparecido por completo. Sus cimientos, asociados con lo que habría sido el palacio de Kankou Moussa –también han desaparecido– habrían sido descubiertos en un yacimiento arqueológico ubicado en la ciudad de Gao, en Malí.
El yacimiento está ubicado en la parte norte de la ciudad de Gao, justo debajo del distrito de Aldjanabandja –«piscina del paraíso» en Songhai– . Las primeras excavaciones arqueológicas datan de 1949, cuando se descubrieron los restos.
La serie de búsquedas iniciadas en 2003 no encontraron vestigios de la mezquita, cuyo emplazamiento estaría en el sector oriental de la ciudad, una zona que se encuentra ocupada por viviendas modernas. Los datos recopilados se corresponden con un complejo arquitectónico monumental que se asemeja a un mercado o a un palacio, cuyas paredes son muy similares a las encontradas en Koumbi Saleh o Aoudaghost.

## Historia de las excavaciones arqueológicas.
En 1949 D. Michel, comandante del círculo de Gao, descubrió los restos de los edificios. Las excavaciones, realizadas por los geólogos y arqueólogos no profesionales Denis Pierre de Pedrals y Jacob Kikoïne, revelaron restos de paredes, tumbas y un elemento en forma de omega.
Raymond Mauny, jefe de la sección de Arqueología prehistórica del Instituto Francés de África subshariana, en 1950, realizó excavaciones e identificó la estructura en forma de omega, hallada en 1949, como una mezquita. Identificó el muro noreste y el mihrab. También informó sobre las lápidas descubiertas cerca de la mezquita, y sobre los epitafios de las mismas, similares a los de la gran Necrópolis Real de Gao-Saney.
Entre 1993 y 1996  se llevaron a cabo dos campañas arqueológicas, dirigidas por Timothy Insoll, entonces estudiante de la Universidad de Cambridge, en colaboración con el Instituto de Ciencias Humanas de Francia. Más tarde se descubrieron cimientos de piedra y muebles de lujo, que contenían colmillos de marfil y perlas orientales, que probablemente fueron destinados a un comercio transahariano.
La Dirección Nacional del Patrimonio Cultural desde 2003 llevó a cabo varias series de excavaciones, en particular en colaboración con el Instituto de Ciencias Humanas y el Museo Nacional de Etnología en Osaka (Japón).

## Protección del sitio
Al igual que otros yacimientos arqueológicos malienses, como el de Djenné-Djeno, el sitio de la mezquita y el palacio de Kankou Moussa de Gao no cuentan con una protección adecuada contra los daños causados por las inclemencias meteorológicas, los daños causados por los animales salvajes, el vandalismo el expolio. El yacimiento fue ocupado ilegalmente acabando con los pocos restos del lugar.
En 2010, una subvención del Fondo de Embajadores de Estados Unidos para la preservación cultural proporcionó una protección somera alrededor y por encima de las estructuras del yacimiento arqueológico.